# Yes (Israel)

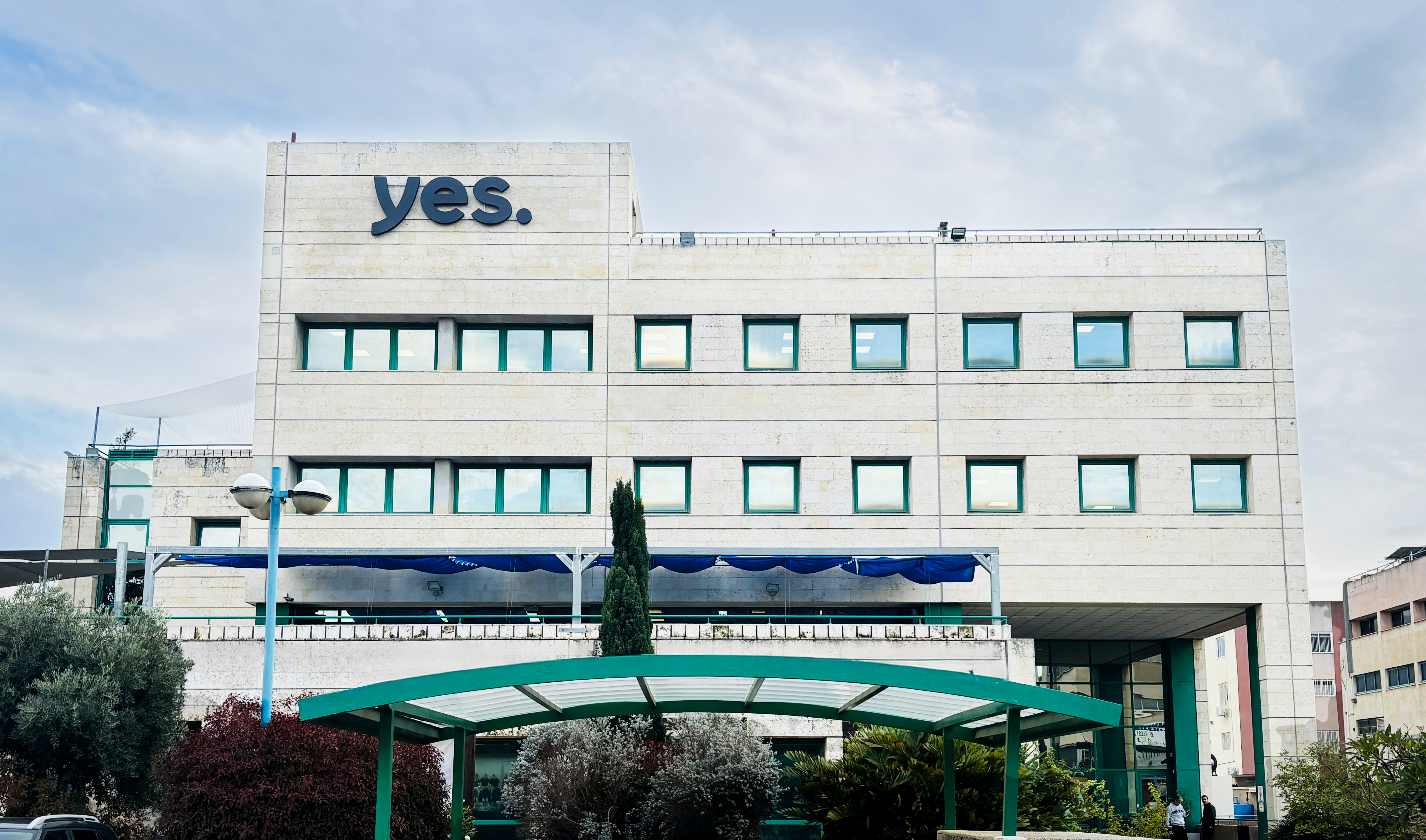
Edifício sede

Yes, formalmente incorporada como D.B.S. Satellite Services(1998) Ltd, foi fundada em 1998, e é o único fornecedor de televisão por satélite (DTH), em Israel. Ele começou suas transmissões em julho de 2000 sob a marca "yes" (sim). O maior acionista do provedor é a empresa Bezeq com capacidade para até 49% de suas ações.
Hoje em dia, yes fornece serviços de televisão a mais de meio milhão de clientes que usam dois satélites israelenses - AMOS-2 e AMOS-3. A empresa transmite mais de 200 estações de televisão diferentes de todo o mundo, juntamente com canais exclusivos de Israel.